# ديفيد غوردون
ديفيد غوردون (بالإنجليزية: David John Gordon)‏ هو صحفي ومسير أعمال وكاتب غير روائي ورئيس تحرير صحيفة وسياسي أسترالي وبريطاني (وحمل سابقاً جنسية المملكة المتحدة لبريطانيا العظمى وأيرلندا)، ولد في 4 مايو 1865 في أستراليا، وتوفي في 12 فبراير 1946 في أستراليا. حزبياً، نشط في Liberal Union (South Australia) ‏ ( – 16 أكتوبر 1923) وLiberal Federation ‏ (16 أكتوبر 1923 – 9 يونيو 1932) وتحالف الليبرالية والريفي (9 يونيو 1932 – ).

## مناصب
- انتخب Minister of Repatriation ‏ (14 يوليو 1917 – 27 أغسطس 1917).
- انتخب وزير التعليم (14 يوليو 1917 – 27 أغسطس 1917).
- انتخب President of the South Australian Legislative Council [الإنجليزية]‏ (7 يوليو 1932 – 29 فبراير 1944).
- انتخب عضو مجلس جنوب أستراليا التشريعي عن دائرة Midland ‏ وقد انضم خلال فترته النيابية (15 نوفمبر 1913 – 28 أبريل 1944) للكتلة البرلمانية Liberal Union (South Australia) [الإنجليزية]‏.